# Koji Nakao
Koji Nakao (中尾 康二 Nakao Koji?, nacido el 8 de septiembre de 1981 en Kagoshima) es un exfutbolista japonés. Jugaba de centrocampista y su último club fue el Azul Claro Numazu de Japón.

## Trayectoria

### Clubes
| Club              | País  | Año         |
| ----------------- | ----- | ----------- |
| Consadole Sapporo | Japón | 2000 - 2004 |
| Yokohama FC       | Japón | 2002        |
| Shizuoka FC       | Japón | 2004 - 2005 |
| FC Gifu           | Japón | 2006 - 2007 |
| Azul Claro Numazu | Japón | 2008 - 2010 |

## Palmarés

### Títulos nacionales
| Título    | Club              | País  | Año  |
| --------- | ----------------- | ----- | ---- |
| J2 League | Consadole Sapporo | Japón | 2000 |